# روبن نيفيز
روبن ديوغو دا سيلفا نيفيش (مواليد 13 مارس 1997) المعروف بـ روبن نيفيز، هو لاعب كرة قدم برتغالي يشغل مركز الوسط مع نادي الهلال في الدوري السعودي للمحترفين والمنتخب البرتغالي.
بدأ نيفيز مسيرته الكروية مع نادي بورتو، وشارك لأول مرة مع الفريق الأول وهو في السابعة عشرة من عمره. في عام 2017، انضم إلى نادي وولفرهامبتون واندررز مقابل رسوم انتقال قُدرت بنحو 15.8 مليون جنيه إسترليني. خاض معهم 253 مباراة وسجّل 30 هدفًا، وفاز معهم بدوري البطولة الإنجليزية (EFL Championship) في موسمه الأول. وفي عام 2023، انتقل إلى نادي الهلال مقابل 47 مليون جنيه إسترليني.
شارك نيفيز في أكثر من 60 مباراة مع الفئات السنية لمنتخب البرتغال. وبدأ مسيرته الدولية مع المنتخب الأول في عام 2015 وهو في الثامنة عشرة من عمره، وشارك ضمن قائمة المنتخب في بطولة أمم أوروبا 2020، وكأس العالم 2022، ويورو 2024. كما تُوِّج مع منتخب بلاده بلقب دوري الأمم الأوروبية في عامي 2019 و2025.

## مسيرته الكروية

### بورتو
وُلد في موزيلوش، محافظة أفييرو،  ونشأ مشجعًا لنادي بورتو، وانضم إلى أكاديمية النادي في سن الثامنة. وخلال فترة وجوده في الأكاديمية، قضى موسمًا معارًا إلى نادي بادروينسي الذي كان يُمثِّل فريق تحت 16 سنة. وخلال تلك المرحلة، وصفه مدرب الفريق الرديف لويس كاسترو بأنه لاعب يمتلك «قدرات ذهنية استثنائية، إلى جانب المهارات الفنية والتكتيكية».
وقبيل انطلاق موسم 2014–2015، كان من المخطط أن يتجاوز نيفيز فئة تحت 19 عامًا ويشارك مباشرةً مع الفريق الرديف. لكن إصابة زميله ميكيل أغو دفعت المدرب جولين لوبيتيغي إلى استدعائه للمشاركة في التحضيرات الصيفية مع الفريق الأول.
في 15 أغسطس 2014، خاض نيفيز أول مباراة له في الدوري البرتغالي الممتاز، وكان يبلغ من العمر 17 عامًا وخمسة أشهر، حيث شارك أساسيًا وسجّل هدفًا في الفوز 2–0 على ماريتيمو، ليصبح بذلك أصغر لاعب في تاريخ النادي يسجّل هدفًا في المسابقة. لعب مباراته الأولى في دوري أبطال أوروبا بعد خمسة أيام، وكسر رقماً قياسياً آخر كان مسجَّلًا باسم كريستيانو رونالدو كونه أصغر لاعب برتغالي يلعب في البطولة، حيث لعب 73 دقيقة، وانتهت بفوز بورتو 1–0 على ليل في المباراة الفاصلة.
خلال مباراة في دور المجموعات من دوري أبطال أوروبا ضد شاختار دونيتسك في 10 ديسمبر 2014، تعرّض نيفيز لإصابة في ركبته اليمنى بعد اصطدام في وسط الملعب مع اللاعب أليكس تيكسيرا. وبعد نهاية المباراة، أوضح النادي أنه تعرض لالتواء، مع وجود ضرر واضح في الرباط الجانبي الداخلي للركبة. وبعد أن أمضى قرابة شهر بعيدًا عن الملاعب، عاد نيفيز للمشاركة في مباراة كأس الرابطة البرتغالية التي انتهت بفوز بورتو 3–1 على أونياو دا ماديرا. وبعد إصابته، تولّى كاسيميرو دور الارتكاز في خط الوسط، مما جعل نيفيز يقضي معظم ما تبقى من الموسم خلف اللاعب البرازيلي في ترتيب الاختيارات.
في 20 أكتوبر 2015، أصبح نيفيز البالغ من العمر 18 عامًا و 221 يومًا أصغر لاعب يبدأ قائدًا للفريق في دوري أبطال أوروبا، حيث ساهم في فوز بورتو 2–0 على مكابي تل أبيب في مرحلة المجموعات وتجاوز حامل الرقم القياسي السابق رافاييل فان در فارت، الذي احتفظ به منذ 16 سبتمبر 2003. في 5 ديسمبر، في مباراة الفوز 2–1 على نادي باسوش دي فيريرا وأيضًا على ملعب التنين كسر رقمًا قياسيًا آخر ليصبح أصغر لاعب يلعب 50 مباراة للنادي، متفوقًا على أسماء بارزة مثل فيرناندو غوميش وخايمي ماغالاييس.
سجل نيفيز هدفه الرسمي الثاني في 3 فبراير 2016، في المباراة التي انتهت بفوز فريقه 3–0 على جل فيسنتي في كأس البرتغال.

### وولفز
في 8 يوليو 2017، أعلن نادي وولفرهامبتون واندررز الإنجليزي -الذي كان ينافس في دوري الدرجة الأولى الإنجليزي (EFL Championship)- أن تم التوقيع مع نيفيز مقابل رسوم لم يُكشف عنها رسميًا، لكنها قُدّرت بنحو 15.8 مليون جنيه إسترليني، وهو رقم قياسي في تاريخ النادي والدوري آنذاك. وعند انضمامه، التقى مجددًا بمدربه السابق في بورتو، نونو إسبيريتو سانتو. سجل هدفه الأول في 15 أغسطس، في مباراة الفوز 3–2 على هال سيتي. في أبريل 2018، رُشِّح نيفيز لجائزة أفضل لاعب في دوري البطولة الإنجليزية وجائزة أفضل لاعب شاب في الموسم. كما أدرج في فريق الموسم، مع زملائه في الفريق كونور كودي وجون رودي. تُوّج الفريق في نهاية المطاف بلقب الدوري وصعد إلى الدوري الإنجليزي الممتاز، وسجّل نيفيز 6 أهداف خلال 42 مباراة، جميعها من خارج منطقة الجزاء. وفي ختام الموسم، حصد ثلاث جوائز داخلية في النادي: أفضل لاعب في الموسم، ولاعب الموسم بحسب تصويت اللاعبين، وأجمل هدف في الموسم. كما حصل على جائزة «هدف العام» في دوري البطولة الإنجليزية لعام 2018، عن هدفه في مرمى ديربي كاونتي على ملعب مولينو في 11 أبريل 2018.

## مسيرته الدولية

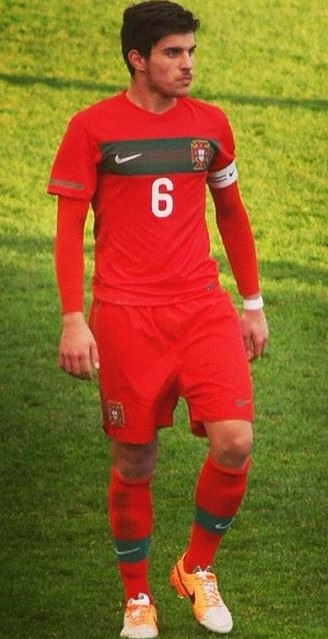
روبن نيفيز مع منتخب البرتغال

مثَّل نيفيز البرتغال في بطولة أوروبا تحت 17 سنة لعام 2014، مما ساعد منتخبه على الوصول إلى الدور نصف النهائي كقائد للمنتخب. بناءً على أدائه، تم اختياره من بين أفضل عشرة مواهب في البطولة من قبل مجموعة مختارة من مراسلي الاتحاد الأوروبي.
في 29 أغسطس 2014، وكان بوقتها لا يزال في السابعة عشرة من عمره، استُدعِي من قبل المدرب روي جورجي ليكون جزءًا من منتخب البرتغال تحت 21 سنة. سجل هدفه الأول في 14 أكتوبر، ليساعد المنتخب في الفوز بنتيجة 5–4 على هولندا في المباراة الفاصلة من بطولة أوروبا تحت 21 سنة لعام 2015.
عندما بدأت النهائيات في التشيك، حطم نيفيز رقمًا قياسيًا جديدًا ليصبح أصغر لاعب يشارك لأول مرة في صفوف المنتخب البرتغالي تحت 21 سنة في البطولة، وكان يبلغ من العمر 18 عامًا وثلاثة أشهر، ولعب خمس دقائق في مباراة التغلب على إنجلترا 1–0 في المباراة الافتتاحية من دور المجموعات. وكان هذا هو ظهوره الوحيد، ووصل منتخبه إلى النهائي وخسر أمام السويد بركلات الترجيح.
اِستُدعي نيفيز إلى المنتخب الأول لأول مرة في 10 نوفمبر 2015، في المباريات الودية ضد روسيا ولوكسمبورغ كبديل للمصاب جواو موتينيو. لعب أول مباراة له ضد روسيا، حيث لعب 17 دقيقة في مباراة الخسارة 0–1 في كراسنودار، ثم لعب مباراة كاملة وانتهت بالفوز 2–0 الفوز لوكسمبورغ في ملعب يوسي بارثيل، وتشارك منطقة خط الوسط مع زملائه في بورتو دانيلو بيريرا وأندريه أندريه.
تم اختيار نيفيز من قبل المدرب فرناندو سانتوس إلى التشكيلة المبدئية المكونة من 35 لاعباً لكأس العالم 2018، لكنه لم يتخذ القرار النهائي بعد.

## أسلوب لعبه
وصف مقال في موقع الاتحاد الأوروبي لكرة القدم نيفيز بأنه لاعب خط وسط دفاعي لا يخشى من التقدم إلى الأمام والقيام بهجمات سريعة، مما يظهر نضجاً عظيماً مصحوباً بمهارة تمرير دقيقة ورؤية رائعة.كما تم تشبيه بعض ميزاته بميزات اللاعب البرتغالي الدولي جواو موتينيو.

## الإحصائيات

### النادي
آخر تحديث 28 أغسطس 2023.
| النادي               | الموسم   | الدرجة                   | الدوري | الدوري  | الكأس  | الكأس   | كأس السوبر | كأس السوبر | أوروبا | أوروبا  | المجموع | المجموع |
| النادي               | الموسم   | الدرجة                   | الظهور | الأهداف | الظهور | الأهداف | الظهور     | الأهداف    | الظهور | الأهداف | الظهور  | الأهداف |
| -------------------- | -------- | ------------------------ | ------ | ------- | ------ | ------- | ---------- | ---------- | ------ | ------- | ------- | ------- |
| بورتو                | 2014–15  | الدوري البرتغالي         | 24     | 1       | 1      | 0       | 3          | 0          | 9      | 0       | 37      | 1       |
| بورتو                | 2015–16  | الدوري البرتغالي         | 22     | 1       | 6      | 1       | 2          | 0          | 8      | 0       | 38      | 2       |
| بورتو                | 2016–17  | الدوري البرتغالي         | 13     | 1       | 0      | 0       | 2          | 0          | 3      | 0       | 18      | 1       |
| بورتو                | المجموع  | المجموع                  | 59     | 3       | 7      | 1       | 7          | 0          | 20     | 0       | 93      | 4       |
| وولفرهامبتون واندررز | 2017–18  | دوري البطولة الإنجليزية  | 42     | 6       | 0      | 0       | 0          | 0          | —      | —       | 42      | 6       |
| وولفرهامبتون واندررز | 2018–19  | الدوري الإنجليزي الممتاز | 35     | 4       | 5      | 1       | 0          | 0          | —      | —       | 40      | 5       |
| وولفرهامبتون واندررز | 2019–20  | الدوري الإنجليزي الممتاز | 38     | 2       | 2      | 0       | 1          | 0          | 13     | 2       | 54      | 4       |
| وولفرهامبتون واندررز | 2020–21  | الدوري الإنجليزي الممتاز | 36     | 5       | 3      | 0       | 1          | 0          | —      | —       | 40      | 5       |
| وولفرهامبتون واندررز | 2021–22  | الدوري الإنجليزي الممتاز | 33     | 4       | 2      | 0       | 1          | 0          | —      | —       | 36      | 4       |
| وولفرهامبتون واندررز | 2022–23  | الدوري الإنجليزي الممتاز | 35     | 6       | 2      | 0       | 4          | 0          | —      | —       | 6       | 41      |
| وولفرهامبتون واندررز | المجموع  | المجموع                  | 219    | 27      | 14     | 1       | 7          | 0          | 13     | 2       | 253     | 30      |
| الهلال السعودي       | 2023–24  | الدوري السعودي للمحترفين | 4      | 0       | 0      | 0       | 0          | 0          | 0      | 0       | 4       | 0       |
| الإجمالي             | الإجمالي | الإجمالي                 | 282    | 30      | 21     | 2       | 14         | 0          | 33     | 2       | 350     | 34      |

1. 1 2  جميع المباريات في دوري أبطال أوروبا
2. ↑  ست مباريات في دوري أبطال أوروبا ومباراتين في الدوري الأوروبي

### المنتخب
| المنتخب  | السنة   | الظهور | الأهداف |
| -------- | ------- | ------ | ------- |
| البرتغال | 2015    | 2      | 0       |
| البرتغال | 2017    | 2      | 0       |
| البرتغال | 2018    | 5      | 0       |
| البرتغال | 2019    | 7      | 0       |
| البرتغال | 2020    | 2      | 0       |
| البرتغال | 2021    | 8      | 0       |
| البرتغال | 2022    | 11     | 0       |
| البرتغال | 2023    | 4      | 0       |
| المجموع  | المجموع | 41     | 0       |

## الإنجازات

### النادي
بورتو
- كأس البرتغال الوصيف: 2015–16

 وولفرهامبتون واندررز
- دوري البطولة الإنجليزية (1): 2017–18

### المنتخب
البرتغال تحت 21
- بطولة أوروبا تحت 21 سنة لكرة القدم الوصيف: 2015.[25]

### الفردية
- بطولة أوروبا تحت 17 سنة لكرة القدم فريق البطولة (1): 2014.[33]
- الكونفدرالية للرياضة في البرتغال أفضل لاعب شاب في العام (1): 2015.[34]
- دوري البطولة الإنجليزية فريق الموسم (1): 2017–18.[35]
- تشكيلة السنة من رابطة اللاعبين المحترفين (1): 2017–18.[36]

## وصلات خارجية
- روبن نيفيز على موقع الاتحاد الدولي (مؤرشف)  (الإنجليزية)
- روبن نيفيز على موقع الاتحاد الأوربي (الإنجليزية)
- روبن نيفيز على موقع إي إس بي إن إف سي (الإنجليزية)
- روبن نيفيز على موقع قاعدة بيانات كرة القدم.إي يو (الإنجليزية)
- روبن نيفيز على موقع ليكيب (الفرنسية)
- روبن نيفيز على موقع ناشيونال فوتبول تيمز (الإنجليزية)
- روبن نيفيز على موقع Soccerbase.com (لاعب) (الإنجليزية)
- روبن نيفيز على موقع Soccerway.com (الإنجليزية)
- روبن نيفيز على موقع عالم كرة القدم.نت (الإنجليزية)
- روبن نيفيز على موقع AS.com (الإسبانية)